# Marianne Maddalena
Marianne Maddalena (Lansing, 15 novembre 1957) è una produttrice cinematografica statunitense.

## Biografia
Nasce a Lansing, nel Michigan e frequenta la Michigan State University, dove studia italiano e francese. Dopo la laurea si trasferisce a Cannes e inizia a lavorare come ragazza alla pari, per poi diventare chef nello yacht dello scrittore Harold Robbins durante tre edizioni del Festival di Cannes.
Si trasferisce a Los Angeles per lavorare nella piccola società di produzione di Robbins e successivamente collabora con Mort Viner, uno dei più potenti agenti di attori di Hollywood.
Continua a lavorare nel mondo del cinema come coordinatrice di produzione di piccoli film indipendenti, fino all'incontro con il regista Wes Craven, che la assume come sua assistente personale per i film Dovevi essere morta e Il serpente e l'arcobaleno.
Nel 1988, Craven le propone di produrre il suo nuovo film, l'indipendente Sotto shock, assieme ai produttori Barin Kumar e Peter Foster per la Alive Films e la Carolco Pictures. Costato cinque milioni di dollari, il film ne incassa oltre sedici nel mercato nordamericano.
L'anno successivo debutta nella produzione televisiva con il pilot di Craven Delitti in forma di stella e successivamente produce, sempre per la Alive, La casa nera e la serie tv Nightmare Cafe della NBC.
Con l'acclamato Nightmare nuovo incubo (primo film in cui è unica produttrice), ottiene una nomination agli Independent Spirit Awards per il miglior film. Dopo la produzione esecutiva di Vampiro a Brooklyn e Scream, fonda la Craven/Maddalena Films e torna alla produzione con Scream 2 (che incassa 101 milioni di dollari), La musica del cuore (che ottiene due nomination ai premi Oscar), il pilot tv Hollyweird e Scream 3 (che incassa 90 milioni di dollari).
Prosegue la collaborazione con Craven fino al film Scream 4 del 2010, saltando però My Soul to Take - Il cacciatore di anime (prodotto dalla moglie di Craven, Iya Labunka) e producendo, nel frattempo, il film collettivo New York, I Love You.
È stata una delle produttrici della serie tv Scream di MTV.

## Filmografia

### Produttrice
- Sotto shock (Shocker), regia di Wes Craven (1989)
- Delitti in forma di stella (Night Visions), regia di Wes Craven (1989) - pilot TV (1990)
- La casa nera (The People Under the Stairs), regia di Wes Craven (1991)
- Nightmare Cafe - serie TV (1989)
- Nightmare nuovo incubo (Wes Craven's New Nightmare), regia di Wes Craven (1994)
- Scream 2, regia di Wes Craven (1997)
- Hollyweird, regia di Wes Craven - pilot TV (1998)
- La musica del cuore (Music of the heart), regia di Wes Craven (1999)
- Scream 3, regia di Wes Craven (2000)
- Cursed - Il maleficio (Cursed), regia di Wes Craven (2004)
- Red Eye, regia di Wes Craven (2005)
- Orion - serie TV (2006) (co-produttrice)
- The Breed - La razza del male, regia di Nicholas Mastandrea (2006)
- Le colline hanno gli occhi, regia di Alexandre Aja (2006)
- L'ultima casa a sinistra, regia di Dennis Iliadis (2009)

### Produttrice Esecutiva
- Vampiro a Brooklyn (Vampire in Brooklyn), regia di Wes Craven (1995)
- Scream, regia di Wes Craven (1996)
- Vertigini (Don't look down), regia di Wes Craven - film TV (1989)
- Dracula's Legacy - Il fascino del male (Dracula 2000), regia di Patrick Lussier (2000)
- They Shoot Divas - Omicidio a Bel Air (They shoot divas, don't they?), regia di Jonathan Craven - film TV (2002)
- New York, I Love You, registi vari, (2008)
- Scream 4, regia di Wes Craven (2011)
- Scream - serie TV (2015-2017)